# Bonellia verrucosa
Bonellia verrucosa är en viveväxtart som beskrevs av Lepper och J.E.Gut. Bonellia verrucosa ingår i släktet Bonellia och familjen viveväxter. Inga underarter finns listade i Catalogue of Life.